# سنگ‌چین حلقوی

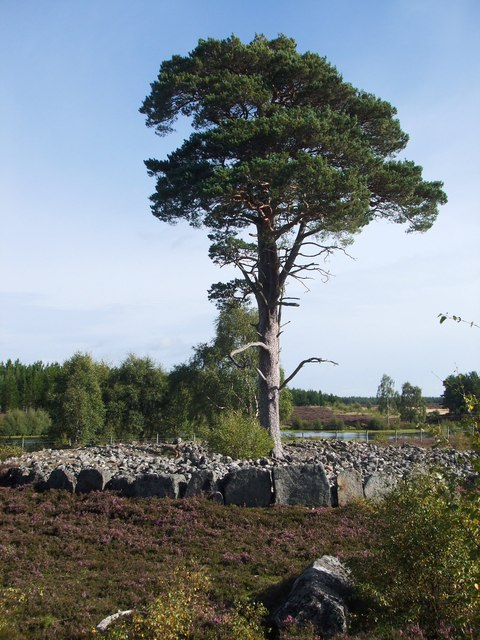
سنگ‌چین حلقه‌ای گرینیش

سنگ‌چین حلقوی (انگلیسی: Ring cairn) نوعی تودهٔ کم‌ارتفاعِ سنگ و خاک است که به شکل دایره‌ای یا بیضویِ خفیف ساخته شده و معمولاً ارتفاع آن از ۰٫۵ متر بیشتر نیست. پهنای آن چند متر و قطر آن بین ۸ تا ۲۰ متر است. این سازه‌ها از سنگ و خاک ساخته شده‌اند و مرکز آن‌ها در ابتدا خالی بوده است. در مواردی بعدتر از این فضای مرکزی استفاده شده، مانند گور صندوقی در محوطهٔ هوند تور. به‌دلیل کم‌ارتفاع بودن این ساختارها، بدون کاوش باستان‌شناسی، شناسایی آن‌ها اغلب دشوار است.

## پراکندگی
این ساختارها مربوط به عصر برنز هستند و در کورن‌وال، داربی‌شر (مانند باربروک IV و V و گرین‌لو) در انگلستان، و همچنین در اسکاتلند، ولز و ایرلند یافت می‌شوند.

## توصیف

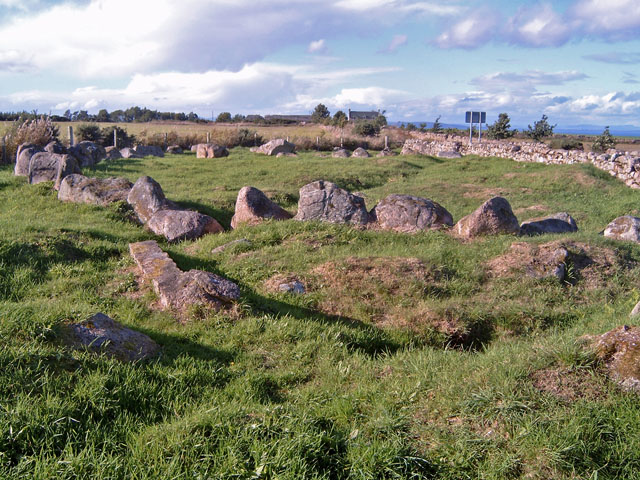
سنگ‌چین حلقه‌ای نزدیک Mains of Moyness

این سنگ‌چین‌ها شبیه نسخه‌های تخت و کم‌ارتفاع سنگ‌چین کلاوا هستند که به‌اشتباه گاهی توسط افراد غیرمتخصص سنگ‌چین حلقه‌ای نامیده می‌شوند. در مناطق سنگ‌ریزه‌ایِ بلندی‌های شرقی، به‌جای آن‌ها، بیشتر با دایره‌های سنگی کوچک و سنگ‌چین‌های حلقه‌ای مواجه می‌شویم. رابطهٔ الگوی‌مند این آثار با سامانه‌های «مزرعهٔ سنگ‌چین» در سراسر دشت‌های شرقی، نشان می‌دهد که این بناها احتمالاً توسط جوامعی خاص، در قرون پیرامون ۲۰۰۰ پیش از میلاد ساخته و استفاده شده‌اند. با وجود تفاوت‌های جزئی میان این محوطه‌ها، تقریباً در همهٔ آن‌ها حلقه‌ای از سنگ‌های ایستادهٔ کوچک در کنارهٔ داخلی یک پشتهٔ سنگی دایره‌ای قرار گرفته است.

## کارکرد
کارکرد سنگ‌چین‌های حلقه‌ای احتمالاً چیزی میان سازه‌های کهن‌تری مانند هنج و گرداسنگ‌های هم‌دوره بوده است. در شمال‌شرق اسکاتلند، دایرهٔ سنگی خوابیده معمولاً یک سنگ‌چین را در بر می‌گرفت که اغلب از نوع سنگ‌چین حلقه‌ای بوده، نه از نوع کلاوا. در برخی موارد، مانند دایرهٔ سنگی تامنَوِری، ساخت سنگ‌چین پیش از دایره انجام گرفته و کل مجموعه بر پایهٔ طرحی از پیش تعیین‌شده ساخته شده است. با گذشت هزاران سال، بیشتر آثار سطحی این سازه‌ها از بین رفته‌اند.
در منطقهٔ جنوب‌شرق ولز، نبود دایره‌های سنگی می‌تواند به این دلیل باشد که به‌جای آن‌ها، سنگ‌چین‌های حلقه‌ای ساخته شده‌اند.
گرچه در برخی از این ساختارها گورهایی یافته شده، اما به نظر نمی‌رسد که هدف اصلی آن‌ها گورستان بوده باشد. در بخش مرکزی، گاه گورها، چاله‌هایی حاوی خاکستر مردگان، اجاق و گاهی سنگ‌چین‌های کوچک یافت می‌شود.
سنگ‌چین‌های حلقه‌ای کمی بیضوی در نزدیکی سنگ آرتور در شبه‌جزیرهٔ گاور نشان می‌دهند که لبهٔ درونی این سازه‌ها با دقت ساخته می‌شده و جلوی گوری کوچک قرار می‌گرفته‌اند. در اینجا، در ابتدا گذرگاهی حدود ده متر از میان حلقه وجود داشته که پس از پایان کاربری سازه بسته شده است.